# Усолье
Усо́лье — город в Пермском крае России. Административный центр Усольского района. Входит в Березниковский городской округ (с 2018 года). 
Население — 6489 чел. (2023).

## География
Усолье расположено на правом берегу реки Камы напротив города Березники, в 183 км от Перми.
Город соединён с Березниками автодорожным мостом, построенным в 1981 году.

## История

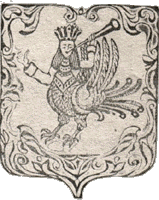
Эмблема города Усолье

Усолье было основано в 1606 году, как центр солеваренной промышленности на месте слободы Новое Усолье. Новое Усолье было так названо по аналогии с Соликамском, который первоначально назывался Соль Камская или Усолье Камское. До конца XVIII века Новое Усолье было главным селением Строгановых на Каме.
Судя по Писцовой книге 1624 года, в Новом Усолье было тогда пять дворов, 12 человек жителей и восемь соляных варниц, которые вместе с другими строгановскими варницами на правом берегу Камы приносили Строгановым доход, намного больший, чем все посадские варницы Соли Камской. В начале XVIII века Новое Усолье было лучшей и самой любимой вотчиной Григория Дмитриевича Строганова, куда он переводил крестьян из всех других своих владений. В 1715 году там было 327 домов и 1635 человек жителей, действовало 43 соляных варницы. В двенадцати верстах от Усолья, на реке Яйве, в устье реки Насадки, находились верфи, где ежегодно строилось от 12 до 15 солевозных судов, грузоподъемностью в 60—70 тысяч пудов. Усолье стало крупнейшим после Соликамска центром соляной промышленности, а Григорий Строганов стал богатейшим человеком России.
В 1724 году сыновья умершего в 1715 году Григория Дмитриевича Строганова начали строительство собственного каменного дома в Новом Усолье. Строительство новоусольского строгановского ансамбля продолжалось до 1730-х годов. В этот период в Усолье появилась Спасо-Преображенская церковь, каменные здания богатых людей.
В 1771 году нижние соляные промыслы Нового Усолья арендовал армянский купец Лазарь Назарьевич (отец Ивана Лазаревича Лазарева), а в 1778 году он приобрел их их у графа Григория Николаевича Строганова. В результате возникла уральская вотчина Лазаревых (Абамелек-Лазаревых), управление имениями которых до 1800 года находилось в Новом Усолье (а затем — в Чермозе). Но Лазаревы были не единственными владельцами соляных промыслов Нового Усолья — в 1773 году промыслы Александра Сергеевича Строганова купил сенатор Всеволод Алексеевич Всеволожский. Позднее, в 1784 году, им стали владеть также Михаил Александрович Голицын и Борис Григорьевич Шаховский, женившиеся на дочерях Александра Григорьевича Строганова.
Усолье часто страдало от пожаров и наводнений. Первый известный пожар произошёл в 1649 году. Пожары 1737 и 1749 годов уничтожили всю деревянную часть города. После этого он был полностью перестроен — появились широкие улицы с многочисленными каменными зданиями, новые храмы, возникли две слободы — Пермская и Капустная. После пожара 1809 года, уничтожившего около 1200 строений, в Усолье был выстроен ряд каменных зданий (Никольская церковь, «Господский дом», дом князя Голицына, здание конторы).
В XIX веке в строительстве в Усолье принимали участие архитекторы, получившие образование благодаря Строгановым: Семён Тунев, Трофим Тудвасев и даже, по мнению некоторых исследователей, Андрей Воронихин, который родился в Усолье.
В 1895 году в Усолье было сорок соляных скважин. Промышленные корпуса строили вдоль проток-каналов на реке Каме, а рассольные трубы и варницы располагались на берегу, что позволяло грузить добытую соль на баржи. Поэтому Усолье называли уральской Венецией, также была присказка «Усолье град — Петербургу брат».
В феврале 1918 года в село Новое Усолье переносится административный центр Соликамского уезда, уезд переименован в Усольский. В ноябре 1923 года Усольский уезд ликвидирован в связи c образованием Уральской области РСФСР.
18 марта 1918 года село Новое Усолье было преобразовано в город Усолье.
С ноября 1923 года по сентябрь 1928 года, город Усолье был административным центром образованного Верхне-Камского округа Уральской области. В составе этого округа Усолье было центром Лёнвенского района с 1925 до 1930 года, не входя в его состав. В сентябре 1928 года окружной центр был перенесён в город Соликамск.
В 1930 году Усолье включено в укрупнённый Березниковский район с центром сперва в Соликамске, а с октября 1930 года — в посёлке Березники.
В 1932 Усолье как город было упразднено и объединено с рабочими посёлками Веретия, Дедюхино, Лёнва, Усть-Зырянка и Чуртан Березниковского района в новый город Березники (утверждено 17 августа 1933 года).
В 1934 году Березники с Усольем в его составе стали частью Свердловской области, а в 1938 году — частью Пермской области (в 1940—1957 гг. — Молотовской).
30 августа 1940 года Указом Президиума Верховного Совета РСФСР из городской черты города Березники вновь выделено Усолье как отдельный город, при этом оно стало административным центром  Ворошиловского района (преобразованного после выхода из него г. Березников, получившего статус областного значения). В 1957 году Ворошиловский район переименован в Усольский, а в 1959 году — в Березниковский район с переносом в Березники райцентра (не входя в его состав). С 1963 до 1965 года на период ликвидации района Усолье было подчинено Березникам. В 1965 году райцентр в Усолье был восстановлен.
Из-за строительства Камской ГЭС в 1949—1956 годах значительная часть города была затоплена; жители переселены на более возвышенные участки побережья.
В рамках организации местного самоуправления с 2004 до 2018 года город был центром  Усольского городского поселения Усольского муниципального района, с 2018 года — центр и единственный населённый пункт Усольского территориального отдела Березниковского городского округа.

## Население
| 1920  | 1923  | 1926  | 1959    | 1963    | 1970    | 1979  | 1989  | 1992  | 1996  |
| ----- | ----- | ----- | ------- | ------- | ------- | ----- | ----- | ----- | ----- |
| 6649  | ↗7124 | ↗8976 | ↗11 788 | ↘11 700 | ↘10 091 | ↘7909 | ↘6453 | ↘6300 | ↘5900 |
| 1998  | 2000  | 2001  | 2002    | 2003    | 2005    | 2006  | 2007  | 2008  | 2009  |
| ↘5800 | ↘5500 | ↘5400 | ↗6144   | ↘6100   | ↘5700   | ↘5600 | ↘5400 | →5400 | ↘5376 |
| 2010  | 2011  | 2012  | 2013    | 2014    | 2015    | 2016  | 2017  | 2018  | 2019  |
| ↗5694 | ↗5700 | ↗5705 | ↗5738   | ↗5814   | ↗5979   | ↗6110 | ↗6236 | ↗6323 | ↗6368 |
| 2020  | 2021  | 2023  |         |         |         |       |       |       |       |
| ↘6267 | ↗6619 | ↘6489 |         |         |         |       |       |       |       |

На 1 января 2025 года по численности населения город находился на 1032-м месте из 1124 городов Российской Федерации.

## Достопримечательности

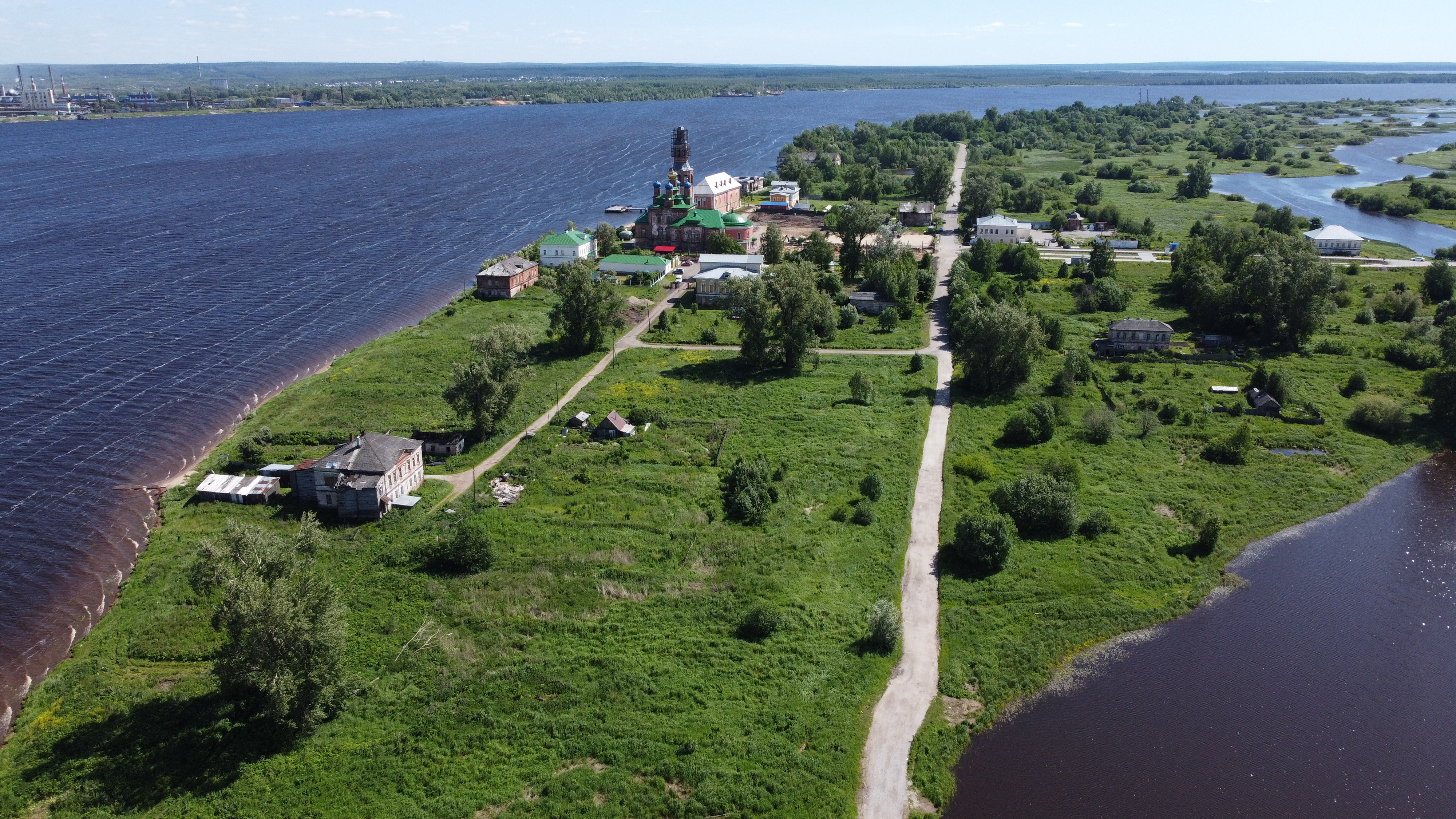
Историко-архитектурный ансамбль города Усолье

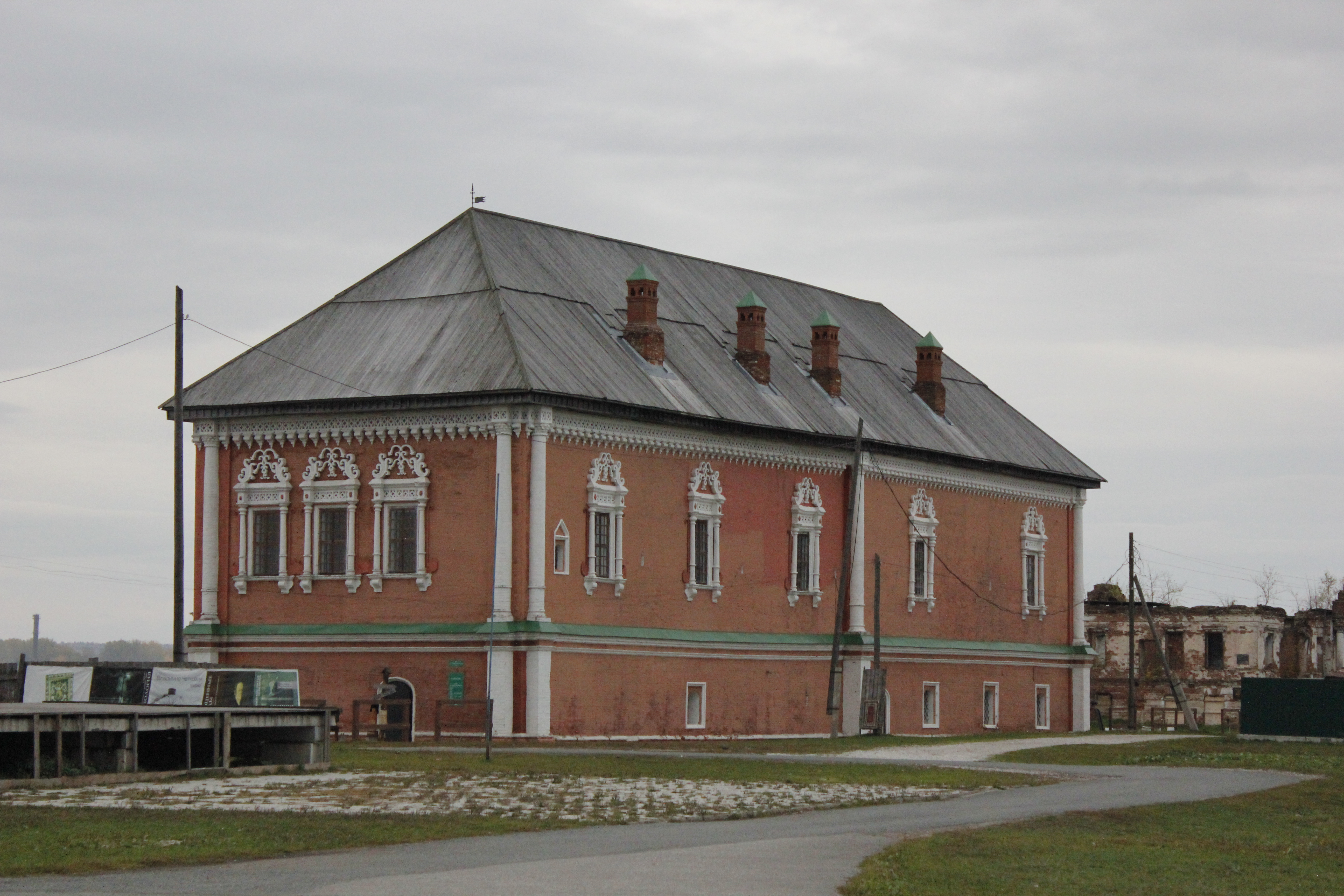
Палаты Строгановых

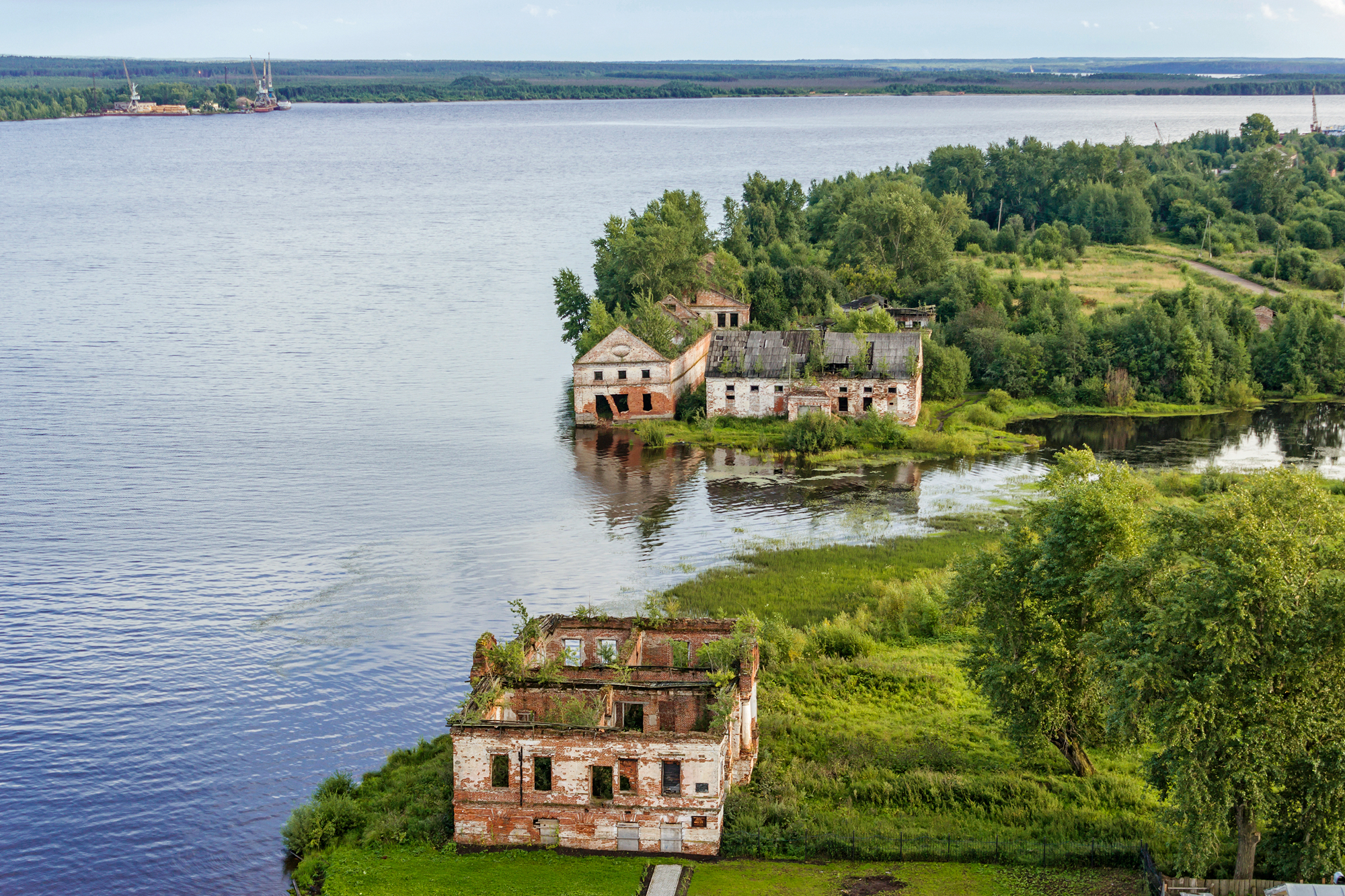
Заброшенные постройки Усолья (Пермский край): материальный магазин, припасной амбар и дом Абамелек-Лазарева

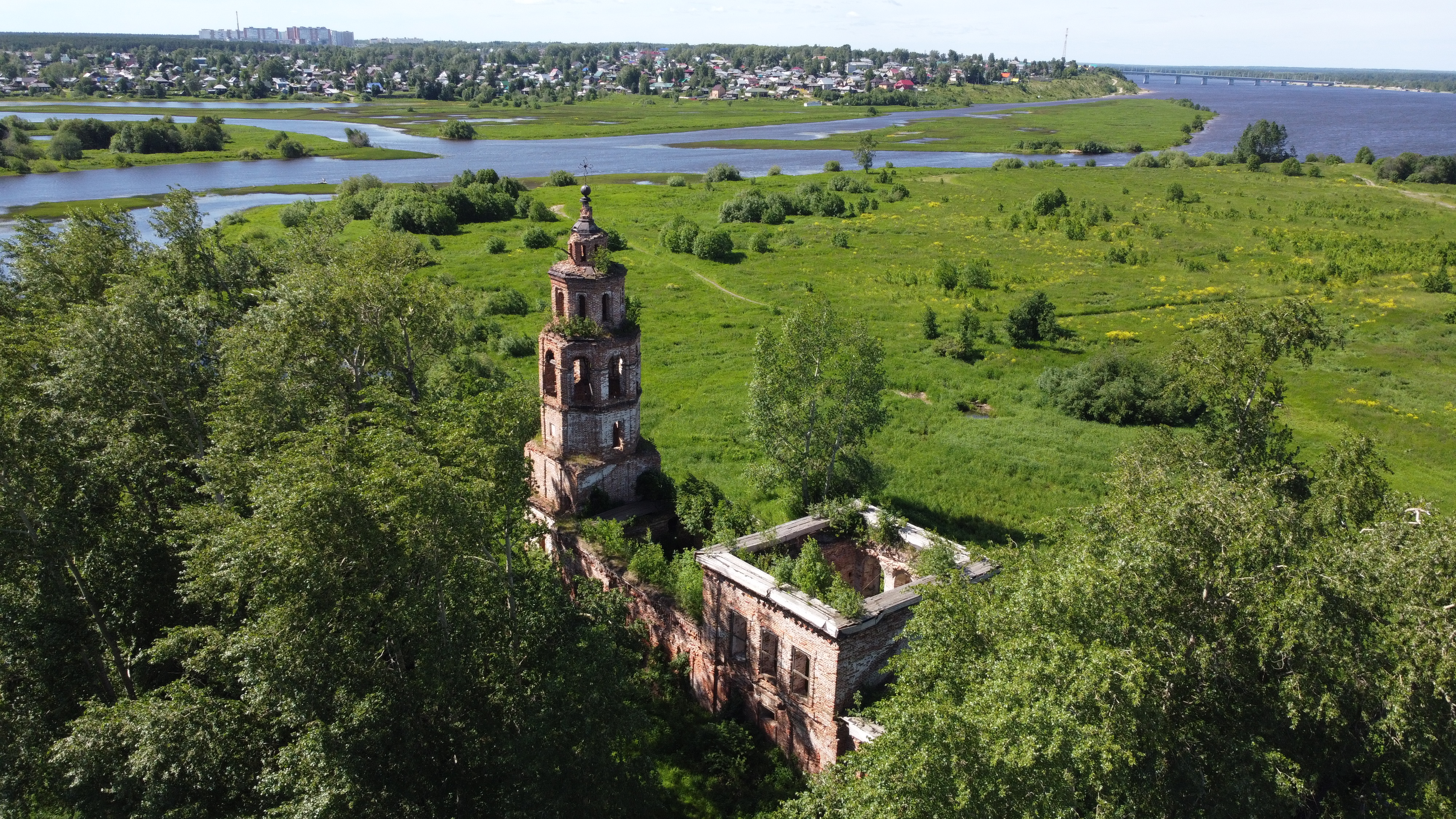
Церковь Владимирской иконы Божией Матери (Рубежская)

В городе сохранились многочисленные памятники архитектуры: Спасо-Преображенский собор с отдельно стоящей колокольней, палаты Строгановых (ныне музей), несколько церквей, особняков. Всего на 2016 год в Усолье насчитывалось 40 памятников культуры, гражданского строительства и промышленного зодчества XVII — начала XX веков.
На 2019 год половина памятников архитектуры находилось в предаварийном состоянии, и все же посещаемость Усолья  составляла от 20 до 25 тыс. человек в год. В городе работает три музея, проводятся соревнования по сноукайтингу «Строгановская миля», «Строгановская регата», Международный фестиваль духовной музыки и колокольных звонов «Звоны России», «Любимовский арт-пикник».
Таблица 1. Сохранившиеся памятники гражданского строительства и промышленного зодчества Усолья (на 2016 год)
|    | Название памятника                                   | Год (период) постройки |
| -- | ---------------------------------------------------- | ---------------------- |
| 1  | Часовня Спаса Убруса                                 | Конец XVII века        |
| 2  | Дом Строгановых                                      | 1724 год               |
| 3  | Спасо-Преображенский собор                           | 1727 год               |
| 4  | Колокольня с торговыми рядами                        | 1730 год               |
| 5  | Церковь Владимирской иконы Божией Матери (Рубежская) | 1774 год               |
| 6  | Дом господский                                       | начало XIX века        |
| 7  | Часовня-ротонда Покровская                           | начало XIX века        |
| 8  | Лавка винная Кузнецова                               | 1810 год               |
| 9  | Дом Кузнецова (магазин Бушкевич)                     | 1810 год               |
| 10 | Амбар припасной у Посада                             | 1810 год               |
| 11 | Амбар хлебный Строгановых                            | 1810 год               |
| 12 | Амбар хлебный Голицына                               | 1810 год               |
| 13 | Магазейн материальный                                | 1810 год               |
| 14 | Лавка мелочная                                       | 1810—1820-е годы       |
| 15 | Усадьба Голицына                                     | 1818 год               |
| 16 | Флигель                                              | 1818 год               |
| 17 | Дом жилой Мальцева                                   | 1818 год               |
| 18 | Амбар припасной                                      | 1819 год               |
| 19 | Церковь Никольская                                   | 1820 год               |
| 20 | Дом Абамелек-Лазаревых                               | 1830-е годы            |
| 21 | Дом конторы сользавода                               | 1833 год               |
| 22 | Амбар припасной Лазарева                             | 1840 год               |
| 23 | Аптека Иванова                                       | I половина XIX века    |
| 24 | Больница промысловая Абамелек-Лазаревых              | середина XIX века      |
| 25 | Дом жилой Попкова                                    | середина XIX века      |
| 26 | Дом Брагина («народный» дом солеваров)               | II половина XIX века   |
| 27 | Правление Шуваловых                                  | II половина XIX века   |
| 28 | Дом жилой и колбасное заведение Кузнецова            | II половина XIX века   |
| 29 | Дом жилой (библиотека земская)                       | конец XIX века         |
| 30 | Кузница Строгановых                                  | XIX век                |
| 31 | Мастерская столярная                                 | XIX век                |
| 32 | Контора сользавода Голицына                          | XIX век                |
| 33 | Административно-промышленное здание Шуваловых        | XIX век                |
| 34 | Производственное здание нижних промыслов             | XIX век                |
| 35 | Варница Никольская                                   | XIX век                |
| 36 | Магазин Жакова                                       | 1905—1907 годы         |
| 37 | Ансамбль земской больницы                            | 1905—1910 годы         |
| 38 | Дом жилой церковнослужителя                          | 1907—1915 годы         |
| 39 | Магазин купца А. Воронина                            | 1910 год               |
| 40 | Типография М. А. Тарасова                            | 1915 год               |

## Уроженцы
- Барсова, Татьяна Ильинична — артистка, педагог, солистка Ростовского камерного хора.
- Бруштейн, Сергей Александрович — российский и советский учёный-медик.
- Воронихин, Андрей Никифорович — русский архитектор и живописец, представитель классицизма, один из основоположников русского ампира.
- Мальцев, Алексей Васильевич — русский прозаик, поэт.
- Распутина, Анна Михайловна — прототип Тани Ковальчук, в "Рассказ о семи повешенных" (Леонид Андреев)
- Чернов, Гелий Васильевич — выдающийся русский теоретик синхронного перевода, переводчик ООН.